# Antonino Spilinga
Antonino Rodolfo Spilinga (nacido el 21 de junio de 1939 en Buenos Aires, Argentina) es un exfutbolista argentino que se desempeñó como arquero. Comenzó su carrera en Argentinos Juniors, cuando el equipo de La Paternal ascendió en 1956. Integró el Racing Club que ganó la Copa Libertadores de 1967 y se retiró del fútbol a los 39 años en Estudiantes de Buenos Aires.

## Trayectoria
En 1958 formaba parte del plantel de Quinta División que se consagraría campeón invicto de su categoría en esa temporada, y en abril de ese año fue llamado para ser el arquero titular de la Primera, en un partido que Argentinos jugó frente a River Plate por la Copa Suecia. El partido se jugó en el Estadio de Vélez Sarsfield, donde el Bicho fue local, alineando a Antonino Spilinga, Guillermo Milne, Roque Mario Ditro, Oscar Martín, Héctor Pederzoli, Orlando Nappe, José Ángel Carbone, Jorge Martín, Ricardo Trigili, Eugenio Callá y Mario Sciarra. Argentinos dominó el encuentro desde el inicio mismo, anotando dos goles en cinco minutos a través de Trigili y Sciarra. Promediando el complemento descontó Nuin de penal y nuevamente Sciarra, muy cerca del final, puso el 3-1 definitivo. El diario Clarín destacó su sólida tarea en el debut con tan solo 17 años. Luego siguió atajando en su categoría (hasta 1959 no había banco de suplentes), mientras que por la Copa siguieron atajando Jorge Madeira y Francisco Zárate. Sin embargo, cuando se reinició el torneo de Primera División que había sido suspendido tras jugarse la 3ª fecha por la disputa del Mundial de Suecia, el director técnico Manuel Giúdice le confió la titularidad en el partido contra Huracán que se jugó el 6 de julio. Argentinos ganó 2 a 0, y Spilinga conservaría el puesto durante cinco jornadas más. A fines de agosto Madeira volvió al arco y Spilinga jugó un par de encuentros más en esa temporada. En 1959 solamente atajó en un partido, para luego ser transferido a Boca por 550 mil pesos, impactante cifra para la época, pero allí se topó con Antonio Roma y no tuvo demasiadas chances y jugó un solo partido con Boca Juniors, aunque logró ser el arquero campeón de Reserva con del Xeneize. Para 1964 retornó a Argentinos, donde estuvo hasta 1965 y un año después compitió con el 'Gato' Andrada por el arco de Rosario Central. En 1967 firmó para Racing Club, siendo alternativa de Agustín Mario Cejas y Luis Carrizo en la Academia campeón de América e Intercontinental. En 1970 volvió a Argentinos, donde demostró sus condiciones durante cuatro temporadas. En 1974 pasó a All Boys, equipo en el que también se destacó hasta 1978, terminando su carrera en Estudiantes de Buenos Aires.

## Clubes
| Club                        | País      | Año       |
| --------------------------- | --------- | --------- |
| Argentinos Juniors          | Argentina | 1958-1959 |
| Boca Juniors                | Argentina | 1960-1963 |
| Argentinos Juniors          | Argentina | 1964      |
| Rosario Central             | Argentina | 1965-1966 |
| Racing Club                 | Argentina | 1967-1969 |
| Argentinos Juniors          | Argentina | 1970-1973 |
| All Boys                    | Argentina | 1974-1977 |
| Estudiantes de Buenos Aires | Argentina | 1978      |

## Palmarés

### Campeonatos nacionales
| Título           | Club         | País      | Año  |
| ---------------- | ------------ | --------- | ---- |
| Primera División | Boca Juniors | Argentina | 1962 |

### Campeonatos internacionales
| Torneo                | Club        | País    | Año  |
| --------------------- | ----------- | ------- | ---- |
| Copa Libertadores     | Racing Club | Chile   | 1967 |
| Copa Intercontinental | Racing Club | Uruguay | 1967 |